# Alzatea
Alzatea verticillata, manje drvo monogeneričke porodice Alzateaceae, red Myrtales. Rasprostranjeno je u tropskim šumama od Kostarike i Paname u Srednjoj Americi na jug do Perua i Bolivije u Južnoj Americi.
Javlja se u dvije podvrste Alzatea verticillata amplifolia (S.A. Graham) i Alzatea verticillata verticillata. Naraste do 20 metara visine